# Manfred I van Turijn
Manfred I van Turijn (ca. 950 - 1000) was markgraaf van Turijn.
Manfred volgde zijn vader op in 977 en werd markgraaf van Turijn, markgraaf van Susa en graaf van Auriate. Later werd hij ook graaf van Albenga, Asti, Alba, Bredelo en Ventimiglia. Manfred was in zijn tijd de grootste landeigenaar van Noord-Italië en een machtig feodaal heer. Hij liet zijn bezittingen vooral door verwanten en vazallen besturen. Manfred controleerde de handelswegen naar Bourgondië en de Provence, en werd rijk door tolheffing en muntslag. Hij was zeer actief in de ontginning van woeste grond, die in de tijd na het verval van het Romeinse Rijk was verlaten. Manfred stichtte daarbij een groot aantal kloosters en kastelen. Vooral de kloosters hadden een belangrijke rol en kregen grote hoeveelheden woeste grond als schenking, om te ontginnen. Manfred oefende als voogd een strakke controle over deze kloosters uit. Onder zijn bewind kwam Pavia tot grote bloei.
Manfred was zoon van Arduin van Auriate en Emilia. Hij was getrouwd met Prangorda van Reggio, dochter van Adalbert-Atto van Canossa en Hildegard. Manfred en Prangorda kregen de volgende kinderen:
- Manfred II Olderik van Turijn, opvolger van Manfred
- Adalrik (ovl. Campo Malo 7 december 1036), van 1008 tot 1034 bisschop van Asti, stichtte in 1029 het klooster van Segusini Sancti Justi, gesneuveld in een veldslag
- Odo (ovl. na 1029), markgraaf
- Hugo (ovl. na 1029), markgraaf
- Atto (ovl. na 1029)
- Wido (ovl. na 1029), vader van Prangarda die was gehuwd met graaf Obizzo van Biandrate en Vercelli